# Raskolak
Raskolak (lat. Schizanthus), manji biljni rod iz porodice Solanaceae smješten u vlastitu potporodicu Schizanthoideae. Sastoji se od ukupno 14 priznatih vrsta jednogodišnjeg raslinja, od čega 2 u Argentini, ostali u Čileu.
Kao potporodica Schizanthoideae opisana je u Kurtziana 28(1): 56 (2000).

## Vrste
1. Schizanthus alpestris Poepp.
2. Schizanthus candidus Lindl.
3. Schizanthus carlomunozii V. Morales & Muñoz-Schick
4. Schizanthus coccineus (Phil.) J. M. Watson
5. Schizanthus grahamii Gillies
6. Schizanthus hookeri Gillies ex Graham
7. Schizanthus integrifolius Phil.
8. Schizanthus lacteus Phil.
9. Schizanthus laetus Phil.
10. Schizanthus litoralis Phil.
11. Schizanthus nutantiflorus J. Chinga & Lavandero
12. Schizanthus parvulus Sudzuki
13. Schizanthus pinnatus Ruiz & Pav.
14. Schizanthus porrigens Graham